# だるま女
だるま女（だるまおんな）は、両腕両脚が無い女（だるまを語源とする）。
なお、「売春婦」自体に「達磨」「達磨女」という隠語があるが、こちらは「すぐ（他の男に）転ぶから」もしくは「（仕事内容が）寝ては起き寝ては起きするから」達磨の動きに例えられただけで、手足の有無は関係ない。

## 概要
戦前の見世物興行であった実話。或いは、誘拐・拉致された女性が両腕両脚を切断され、「だるま女」として、慰み者や見世物とされているという、実態は明らかではない都市伝説のこと。。

## 都市伝説のだるま女
1980年代初頭に流布し始めた都市伝説で、「パッケージツアーで日本国外を旅行していた女子大生が、試着室に入った後に行方不明になり、数年後に別の国の街角で、両腕両足を切断されただるまのような姿で見世物にされているのを友人が発見する」というあらすじである。試着室で女性が行方不明になるというストーリーの核心部分は、1969年5月頃にフランスで広まったデマ「オルレアンの噂」の変形と見ることができる。
この都市伝説は、日本国外から伝わってきた都市伝説が、リアリティを増すために日本人にとって身近なディテールに置き換えられて広まったものと考えられている。この都市伝説が流行した時期は、女性の大学進学率が向上した時期と一致し、また海外旅行が女性を中心に急増し始める少し前の時期であった。この都市伝説からは、男性に先駆けて海外旅行という余暇の楽しみ方を実践しはじめた女子大生に対する戒めという意図が読み取れる。

## 歴史上のだるま女
- 漢王朝を興した劉邦の正妻呂后は夫の死後、自分が生んだ劉盈（恵帝）の地位を脅かしかねないと、劉邦の側室であった戚夫人の手足を切断、人彘（じんてい：彘は豚の意で人彘とは「人豚」というような意味）と称した。これは『史記』に記載され、呂雉の残忍さを表す逸話である。
- 中国史上、唯一人の女帝である武則天も、亡夫高宗の寵愛を争った王氏（前皇后）・蕭氏（前淑妃）両名の四肢を切断後、胴の長い方を「蟒」、胴の短い方を「梟」と呼んだ。
- 1985年に日本で公開された中国映画『西太后』の中で、清王朝末期、皇帝の寵愛を受けていた麗姫は西太后に妬まれ、だるま女にされているが、これはフィクションであり事実ではない。実際の麗嬪（麗妃）は咸豊帝の唯一の娘・栄安固倫公主を生み、咸豊帝の没後も後宮で静かな余生を送った。同治、光緒期には麗皇貴妃、麗皇貴太妃に加封され、1890年に54歳で死去した。死後、荘静皇貴妃と諡され、東陵の咸豊帝の定陵の妃園寝（側室達の墓）に葬られている[12]。

## だるま女に関する作品
アダルトビデオには、いずれも夥しく存在するので、ここでは一部のみをあげる。

### 小説
- 『わらの街』 - 西村寿行作。女性を誘拐して高級売春婦としている組織が、抵抗の激しかった女性を見せしめのため、だるま女にしている、という設定。作品には登場しない。
- 『盤上の夜』 - 宮内悠介作。主人公が修学旅行先の香港でマフィアに拉致され、四肢を切断されている。
- 『だるま女』 - 安達元一作。四肢のない女社長がダルマ女の伝説に便乗して観光客にハードボイルドな冒険を疑似体験させるサービスを提供していたという内容。アンソロジー小説集『ワンナイト・ラヴ』に収録。

### アダルトビデオ
- 『猟奇エロチカ 肉だるま』 - グロAV。四肢を切断され、だるま女にされる（もちろんフェイクの演出）。
- 『手足切断ダルマロリータ JUMP』 - アルバイトに応募してきた女子高校生風の女の子が手足を切断され売春婦になるという内容。

### 漫画
- 『TOKYO TRIBE2』 - 井上三太作。作中に登場する悪辣な権力者“ブッバ”の猟奇趣味の一つとして、このだるま女を作る場面がある。
- 『姫雛（めびな）たちの午後』 - 岡すんどめの成人向け漫画。だるま女の読み切りだけを収録した作品集。
- 『バイオレンスジャック』 - 永井豪とダイナミックプロによる漫画。関東スラム街編から肘や膝から先を切断され、自殺できないよう舌を抜かれた「人犬」と呼ばれる虐待用奴隷が登場する。

### 映画
- 『十三人の刺客』 - 暴君として描かれる松平斉韶が、一揆の首謀者の娘をだるま女にする。
- 『FREAKSHOW -フリークショウ-』(2007年版) - 有名なカルト映画『フリークス (映画)』のリメイク。登場人物がだるま女にされるがもちろんフェイクである。元作品の『フリークス』には「生きている胴体」プリンス・ランディアン（実在の男性芸人で先天性四肢欠損）が登場するがだるま女は出てこない。
- 『ボクシング・ヘレナ』 - 監督はデヴィッド・リンチの娘ジェニファー・リンチ。主人公は外科医で、片思いの女性がたまたま交通事故にあったのを、治療を名目に四肢切断手術を施してそのまま自宅に監禁する話。

### ゲーム
- 『殻ノ少女』 -
- 『花々の想ひ…。』 -
- 『眠れぬ羊と孤独な狼』 - 登場キャラクターの一人が車椅子で現れる殺し屋で四肢を切断されており、だるま女と呼ばれている。
- 『流行り神3 警視庁怪異事件ファイル』

## 戦前の見世物興行
両腕・両足を損じた女性が裁縫、刺繍、書をしたためる姿などを見世物小屋で見せた例は実在し、中村久子が有名である。